# Chemisorpcja
Chemisorpcja – adsorpcja chemiczna, polegająca na tworzeniu się silnych wiązań chemicznych między adsorbentem i adsorbatem. 
Aby usunąć chemisorbowaną cząsteczkę nie wystarczy silnie obniżyć ciśnienie lub stężenie adsorbatu, wystarczające w przypadku adsorpcji fizycznej. Należy jeszcze silnie podnieść temperaturę. W niektórych przypadkach usunięcie adsorbatu może być niemożliwe bez destrukcji adsorbentu. Przykładem jest tlen chemisorbowany na węglu aktywnym po ogrzaniu wydziela się, ale w postaci tlenków węgla.
Chemisorpcja jest adsorpcją jednowarstwową, co oznacza, że na powierzchni adsorbentu może się zaadsorbować jedynie jedna warstwa (monowarstwa) adsorbatu. Jednak adsorpcji chemicznej zawsze towarzyszy adsorpcja fizyczna w obrębie monowarstwy oraz jako adsorpcja wielowarstwowa - na istniejącej chemisorbowanej monowarstwie. Adsorpcja fizyczna stanowi również ważny etap pośredni pomiędzy adsorbatem gazowym a chemisorbowanym.
Oddziaływania związane z chemisorpcją są oddziaływaniami specyficznymi. Związane są z efektem orientacyjnym (efekt Keesoma) i efektem indukcyjnym (efekt Debye'a), a w przypadku adsorpcji jonów także z oddziaływaniami elektrostatycznymi.